# UFC on ESPN: Kara-France vs. Albazi
UFC on ESPN: Kara-France vs. Albazi (también conocido como UFC on ESPN+ 46) fue un evento de artes marciales mixtas producido por Ultimate Fighting Championship que tuvo lugar el 3 de junio de 2023 en las instalaciones del UFC Apex en Enterprise, Nevada, parte del área metropolitana de Las Vegas, Estados Unidos.

## Antecedentes
Se esperaba que un combate de peso medio entre Jack Hermansson y Brendan Allen encabezara el evento.
 Sin embargo, Hermansson se retiró a fines de abril debido a una lesión no revelada y el combate fue cancelado. Allen finalmente fue reprogramado contra Bruno Silva en UFC on ABC: Emmett vs. Topuria el 25 de junio. Como resultado, un combate programado de peso mosca entre Kai Kara-France y Amir Albazi fue promovida al estado de evento principal.
Se esperaba que Tim Elliott y Allan Nascimento se enfrentaran en un combate de peso mosca en este evento. Sin embargo, el 28 de abril, Nascimento se retiró por razones no reveladas y fue sustituido por Víctor Altamirano.
Se esperaba un combate de peso gallo femenino entre Miesha Tate y Mayra Bueno Silva para este evento. Sin embargo, el 10 de mayo, se anunció que Tate sufrió una lesión no revelada y Bueno Silva pasó a encabezar UFC Fight Night: Holm vs. Bueno Silva contra Holly Holm.
Se esperaba un combate de peso pluma entre David Onama y Khusein Askhabov para este evento. Sin embargo, Askhabov se retiró por razones no reveladas. En cambio, Onama fue reprogramado para enfrentar a Gabriel Santos en UFC on ABC: Emmett vs. Topuria.
Se esperaba que Jim Miller y Ľudovít Klein se enfrentaran en un combate de peso ligero. Sin embargo, Klein se retiró el 19 de mayo debido a una enfermedad y fue sustituido por Jared Gordon. A su vez, Gordon fue retirado del combate en la semana del evento después de no haber sido autorizado médicamente y fue sustituido por Jesse Butler.
Se esperaba un combate de peso ligero entre Jamie Mullarkey y Guram Kutatuledze para este evento. Sin embargo, Kutatuledze se retiró del combate debido a problemas de visa y fue sustituido por Muhammadjon Naimov.

## Resultados
1. ↑  A Santos se le descontó 1 punto en el tercer asalto debido a un golpe en la ingle.
2. ↑  A Gafurov se le descontó 1 punto en el segundo asalto debido a que repetidamente lideró con la cabeza.

## Premios de bonificación
Los siguientes luchadores recibieron bonificaciones de $50000 dólares.
- Pelea de la Noche: Alex Caceres vs. Daniel Pineda
- Actuación de la Noche: Jim Miller y Muhammad Naimov